# Реал Мурсия
Футболен клуб „Реал Мурсия“, известен като „Реал Мурсия“ („Кралска Мурсия“), е испански футболен клуб със седалище в Мурсия, в регион Мурсия.
Основан през 1919 г., в момента играе в Премаира дивизион РФЕФ – Група 2, като играе домакински мачове на Естадио Нуева Кондомина, който побира 31 179 зрители.
Във вътрешния футбол клубът спечели рекордните 8 титли от Сегунда дивисион и 1 Купа на испанската кралска федерация. Домашните цветове са предимно алена риза и бели шорти.

## История
Официално основан през 1919 г. като Футболен клуб „Леванте“ (записите показват по-ранни наименования като Футболен клуб „Мурсия“ от 1903 г. и Футболен клуб „Мурсия“ от 1906 г.), „Реал Мурсия“ е наречен като такъв през 1923-24 г. от крал Алфонсо XIII. На следващата година е открит стадион „Кондомина“, като клубът провежда домакински мачове там през следващите 82 години без прекъсване.
През 1929 г. клубът се състезава за първи път в Терсера дивизион (трето ниво), постигайки първото си промоциониране в Ла Лига през 1939-40. Най-високата позиция на 11 е достигната през 1945, 1946, 1984 и 1987 г.
„Мурсия“ държи рекорда за най-много титли в Сегунда дивисион с осем, последно през 2002-03 под ръководството на мениджъра Дейвид Видал. През този сезон отборът също изравни най-доброто си представяне в Купата на Краля, като достигна четвъртфиналите, преди да загуби по правилото за голове като гост от Депортиво Ла Коруня, въпреки победата с 4-3 в реванша у дома.
След незабавно падане обратно в Сегунда на последно място отборът спечелва промоция в най-горната дивизия за последен път под ръководството на Лукас Алкараз през 2007 г., като отново продължава само една година. През юни 2010 г. отборът попада в Сегунда дивисион Б за първи път от десетилетие с равенство 1-1 срещу Жирона ФК в последния ден, като вратарят Алберто Сифуентес спаси наказателен удар от Кико Ратон в добавеното време, преди да отрази от себе си.
Мурсия се завърна незабавно във второто ниво, спечелвайки титлата в Сегунда дивисион B за сезон 2010–11 с победа с дузпи над Себедел ФК през юни след общо равенство 1–1. През 2014 г. отборът завършва четвърти и бе поставен на първо място за плейофите, губейки с общ резултат 2–1 от евентуалния победител Кордоба КФ; седмици по-късно „Мурсия“ е изхвърлен поради неспазване на професионалните правила на Лига де Футбол.
През 2019 г. „Мурсия“ спечелва Купата на Кралската федерация на Испания за първи път с победа с дузпи над „Туделано“.